# محمدحسین نائینی
محمدحسین نائینی ملقب به شیخ الاسلام (زاده ۲۶ خرداد ۱۲۳۹ (۲۷ ذیقعده ۱۲۷۶ قمری) در نائین - درگذشته ۲۴ مرداد ۱۳۱۵ (۲۶ جمادی‌الاول ۱۳۵۵ قمری) در نجف) مجتهد و مرجع تقلید شیعه بود که بعد از درگذشت فتح‌الله غروی اصفهانی، مرجعیت عامه شیعه را بر عهده داشت. او با نوشتن رسالهٔ تنبیه‌الامه و تنزیه‌المله نقش مهمی در تثبیتِ نظری جنبش مشروطه انجام داد.

## دودمان
پدر او شیخ الاسلام میرزا عبدالرحیم، از دودمان بزرگ منوچهری بود که همه اجداد او در شهر اصفهان لقب شیخ‌الاسلام داشتند. خاندان نائینی در اصفهان به بهره‌مندی از خوبی‌ها شهره عام و خاص و از نظر علم و دینداری زبانزد همگان بودند و خانه ایشان در زمان بروز مشکلات پناه مستمندان بود.

## تحصیل در اصفهان
نائینی تحصیلات ابتدایی را در نائین گذراند. در ۱۷ سالگی به اصفهان رفت و علاوه بر فقه و اصول فقه و علم کلام و حکمت، در ادبیات فارسی و زبان عربی و ریاضی نیز دانش آموخت. وی در اصفهان در منزل محمدباقر نجفی اصفهانی، سرپرست حوزه علمیه و دوست دیرین پدرش، اقامت داشت. او علم اصول را از حوزه درس ابوالمعالی کرباسی، مدرس توانای اصول و فلسفه و کلام را از میرزا جهانگیرخان قشقایی، محمدحسن هزارجریبی و محمدتقی نجفی اصفهانی، معروف به آقا نجفی اصفهانی و فقه را نزد محمدباقر نجفی اصفهانی فرا می‌گیرد.

## تحصیل در سامرا و نجف
وی در سال ۱۲۶۴ خورشیدی (۱۳۰۳ قمری) برای ادامه تحصیل راهی عتبات عالیات می‌شود و پس از توقف کوتاهی در نجف به حوزه علمیه سامرا که در آن زمان با حضور میرزای بزرگ شیرازی حیات علمی تازه‌ای یافته بود، می‌رود. در سامرا از حوزه درس استادان بزرگ آن، چون میرزای شیرازی، سید اسماعیل صدر و سید محمد فشارکی اصفهانی بهره می‌برد. او در تمام طول زمان جنبش مشروطه ایران و زمان بعد از آن تا پایان جنگ جهانی اول در ایران حضور نداشته است. نائینی در سال ۱۲۷۵ خورسیدی (۱۳۱۴) پس از مرگ استادش به نجف رفت و از شاگردان محمدکاظم خراسانی (آخوند خراسانی) شد و سال‌ها در کنار او به فعالیت پرداخت.
آقابزرگ تهرانی در وصف او می‌نویسد: «میرزای نائینی در جلسه درس عمومی آخوند شرکت نمی‌کرد. چون او غنی از آن بود؛ و اگر هم شرکت می‌نمود به خاطر احترام و ادب شرکت می‌کرد نه برای تعلیم و تلمّذ»
او تدریس را در زمان حیات استادش (میرزای شیرازی) آغاز کرد.

## شاگردان
شناخته‌شده‌ترین شاگردان او عبارتند از:
- محمد کاظم مهدوی دامغانی
- محمد کوهستانی
- محمدطاهر آل شبیر خاقانی
- سید محمود حسینی شاهرودی
- میرزا حسین فقیه سبزواری
- سید جمال الدین گلپایگانی
- میرزا مهدی اصفهانی
- سید عبدالاعلی سبزواری
- سید ابوالقاسم خویی
- حسین حلی[۷]
- سید محمدهادی میلانی
- سید محمدرضا گلپایگانی
- میرزا حسن مشهور به میرزا آقا شیرازی
- میر محمد لطیف رضا توفیقی[۸]
- میرزا رحیم سامت
- میرزا حسن موسوی بجنوردی
- علی محمد بروجردی
- محسن حکیم
- مرتضی امامی ساروی امام جمعه ساری ۱۳۲۰–۱۳۵۷
- سید محمدحسین طباطبایی
- میرزا هاشم آملی
- میرزا محمود حسینی زنجانی
- مهدی مهدوی لاهیجی
- شیخ محمدطه حویزی کرمی
- محمدتقی بهجت
- حسین شهشهانی
- شیخ غلامحسین جعفری همدانی
- میرزا حسن سیادتی سبزواری[۹]
- سید محمد سعادت مصطفوی

## نظرات

### گرایش سیاسی
گرایش سیاسی نائینی نزدیک به میرزای شیرازی و همچنین سید جمال‌الدین اسدآبادی بود که از دوستان دوران جوانی او به‌شمار می‌رفت.

### دولت اسلامی
نائینی از نخستین اندیشمندانی است که به صراحت از لزوم وجود قانون اساسی در دولت اسلامی سخن گفته است. به اعتقاد او در دوران غیبت و در غیاب «ملکه عصمت» نخستین چیزی که می‌تواند حافظ عدالت و مانع طغیان حکومت‌گران باشد، قوای قانونی و قانون اساسی است.
او قانون اساسی را «در ابواب سیاسیه و نظامات نوعیه» به رساله‌های عملیه تقلیدیه «در ابواب عبادات و معاملات و نحوهما» تشبیه می‌کند.

### ولایت فقیه
مسئله ولایت فقیه یکی از اختلافات عمیق نظری آخوند خراسانی و نائینی است. برعکس خراسانی که مطلقاً منکر ولایت فقیه است و حتی فقیهان را در رأی متأخرش قدر متیقن در جواز تصرف در امر و حسبیه نمی‌داند و در مجموع هر نوع حق ویژه‌ای را در حوزه عمومی برای فقها منکر است، نائینی به ولایت فقیه قائل است. در آثار به جامانده از نائینی در مجموع دو قول دربارهٔ قلمرو ولایت فقیه از وی به یادگار مانده است. قول اول نیابت فقیه در امور حسبیه. نائینی در کتاب تنبیه‌الامه و تنزیه‌المله می‌نویسد:
از جمله قطعیات مذهب ما طایفه امامیه این است که در این عصر غیبت علی مغیبه السلام، آنچه از ولایات نوعیه را که عدم رضاء شارع مقدس به اهمال آن حتی ـ در این زمینه ـ معلوم باشد، وظایف حسبیه نامیده و نیابت فقهای عصر غیبت را در آن قدر متیقن و ثابت دانستم، حتی با عدم ثبوت نیابت عامه در جمیع مناصب، و چون عدم رضاء شارع مقدس به اختلال نظام و ذهاب بیضه اسلام بلکه اهمیت وظایف راجع به حفظ و نظم ممالک اسلامیه از تمام امور حسبیه از اوضح قطعیات است، لذا ثبوت نیابت فقها و نواب عام عصر غیبت در اقامه وظایف مذکوره از قطعیات مذهب خواهد بود…

و نیز: «بنابر اصول ما طایفه امامیه این گونه امور نوعیه و سیاسیت امور امت را از وظایف بررسی مبانی فکری و اجتماعی مشروطیت ایران نواب عام عصر غیبت علی مغیبه السلام می‌دانیم»

### حکومت شورایی
نگره حکومت شورایی و اسلامی که توسط سید محمود طالقانی ارائه شده، بر گرفته از کتاب تنبیه الامه و تنزیه المله آیت‌الله نائینی است. نائینی در این کتاب به روشنی می‌گوید که محمد پیامبر اسلام ملزم به مشورت با دیگران بوده و خطاب قرآن به پیامبر برای مشاوره با دیگران، تعارف نبوده و اگر او با دیگران مشورت نمی‌کرد، حکومت پیامبر اسلام مانند حاکمان مستبد می‌شد. نائینی حکومت را بر دو نوع «تملیکیه» یعنی استبدادی و حکومت «شورویه» به معنی انتخابی و مشورتی، تقسیم کرده و شورایی بودن حکومت را به دوره پیامبر اسلام نسبت داد.

## جهاد در جریان جنگ جهانی اول

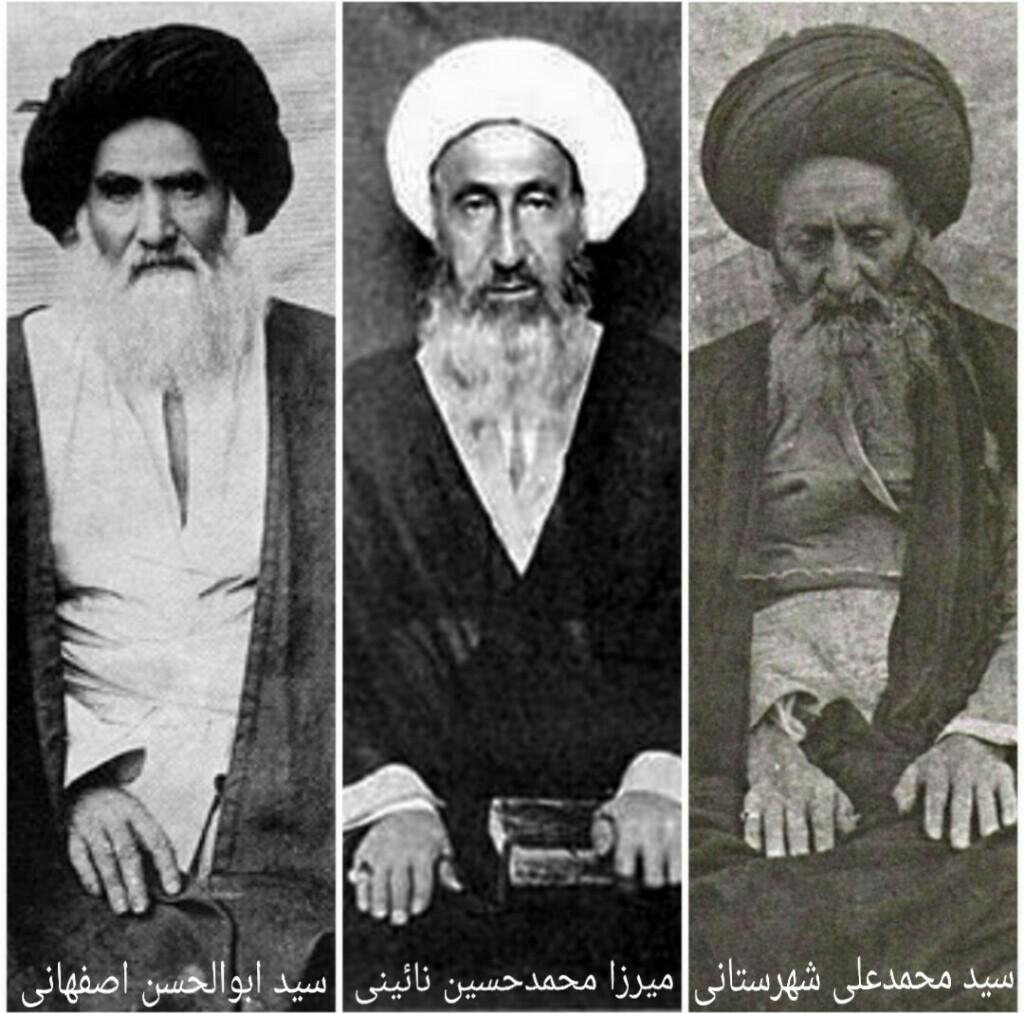
سید محمدعلی شهرستانی، میرزا محمد حسین نائینی و سید ابوالحسن اصفهانی

پس از آغاز جنگ جهانی اول در ۱۲۹۳ خورشیدی (۱۹۱۴ میلادی) بخش وسیعی از خاک کشور عراق به دست نیروهای انگلیسی اشغال شد. در پی این امر علمای شیعه وارد صحنه شده، علیه آنان حکم جهاد دادند. در این میان محمدحسین نائینی، به‌طور فعال و همگام با دیگر علما علیه قوای خارجی دست به قیام زدند. بعد از شکست امپراتوری عثمانی، دولت بریتانیا در صدد روی کار آوردن حکومتی دست نشانده بر عراق برآمد و از مردم عراق دعوت شد تا در یک انتخابات عمومی برای تعیین یک حاکم بریتانیایی برای خود شرکت جویند. علما و روحانیان تراز اول عراق نیز مجدداً به مخالفت با بریتانیایی‌ها برخاسته و با صدور فتوا، انتخاب فردی کافر را برای حکومت بر مسلمانان حرام دانستند. دولت بریتانیا که خود را در مخمصه دید قراردادی با فیصل یکم بست و او را در سال ۱۳۰۰ خورشیدی (۱۳۴۰ قمری) پادشاه عراق گردانید.
فتوای علما چنان تأثیری در مردم گذاشت که امکان برگزاری انتخابات را در شهرهایی چون نجف و کوفه سلب کرد. بعد از این رخدادها بود که بریتانیا زمینه تبعید مراجع دینی را تدارک دید و محمدحسین نائینی و سیدابوالحسن اصفهانی و میرزا محمدعلی شهرستانی را به ایران تبعید کرد. آن سه با استقبال پرشور مردم مذهبی ایران و علما و روحانیون شهرهای مختلف مخصوصاً علمای قم قرار گرفتند و سپس به برپایی جلسه درس و اقامه نماز جماعت پرداختند. سرانجام ملک فیصل در اثر فشار مردم و علما، مجبور به عذرخواهی از مراجع تبعید شده گردید و آن سه پس از یک سال دوری در سال ۱۳۰۲ خورشیدی (۱۳۴۲ قمری) به حوزه علمیه نجف بازگشتند. او در جریان جنگ جهانی اول از جمله روحانیونی بود که علیه بریتانیا اعلام جهاد کردند و پس از به قدرت رسیدن فیصل یکم نیز با او مخالفت کرده و انتخابات عمومی برای تشکیل مجلس مؤسسان را تحریم کرد و در اعتراض به تبعید شیخ مهدی خالصی در ۲۱ اسفند ۱۳۰۰ خوشیدی (۱۱ مارس ۱۹۲۲میلادی) از رهبران مخالفان ملک فیصل به حجاز به همراه تعداد دیگری از روحانیون به ایران مهاجرت کرد که پس از یکسال به نجف بازگشت.

## سال‌های پایانی
در مرحله آخر زندگی نائینی، سندی در مبارزه با دو دولت ایران و عراق در دست نیست بلکه بی علاقگی‌ش به سیاست و دوستی با قدرت‌مندان دیده می‌شود.

## درگذشت
نائینی در ۲۴ مرداد ۱۳۱۵ برابر با ۲۶ جمادی‌الاول ۱۳۵۵ قمری در نجف بر اثر بیماری درگذشت و در حرم علی بن ابی‌طالب بخاک سپرده شد.

## آثار
یکی از مهم‌ترین آثار منسوب به او که منعکس‌کننده نظرات سیاسی اوست گفتگوی محمدکاظم خراسانی با میرزای نائینی پیرامون حکومت دینی است. در صحت این اثر تردید وجود دارد. اکبر ثبوت معتقد است این گفتگو روی داده است ولی برخی دیگر چون سید عبدالکریم موسوی اردبیلی، سید علی سیستانی، ذبیح‌الله نعیمیان، محمدعلی نجفی کرمانشاهی، محمدصادق مزینانی و عده‌ای دیگر آن را جعلی می‌دانند. محسن کدیور در مقالات خویش به این گفتگو استناد می‌کند. اصل این گفتگو چاپ نشده و گزیده‌هایی از آن در کتاب محسن دریابیگی (چاپ اول ۱۳۸۶ و دوم ۱۳۸۷) آمده است.
تنبیه‌الامة و تنزیه‌الملة معروف‌ترین اثر نائینی است که آن را در فروردین ۱۲۸۸ خورشیدی (ربیع‌الاول ۱۳۲۷) پس از به توپ بستن مجلس شورای ملی و پیش از فتح تهران توسط مشروطه‌خواهان) نوشت و در همان سال در بغداد به چاپ رساند.
احمد راهدار عضو (استاد علوم سیاسی)، میثم ابناوی (محقق تاریخ اسلام) و… به تطبیق رسالهٔ تنبیه الامه و تنبیه المله با طبایع الاستبداد عبدالرحمن کواکبی پرداخته‌اند.

### فارسی
- مناسک حج
- تنبیه‌الامه و تنزیه‌المله
- حواشی آیت‌الله آقای میرزا محمدحسین نایینی دامت‌برکاته بر رساله‌ی ارثیه و نفقات و قبله و اوقات [۲۴]
- ذخ‍ی‍ره‌ ال‍ع‍ب‍اد ل‍ی‍وم‌ ال‍م‍ع‍اد: در م‍س‍ائ‍ل‌ ع‍ام‍ه‌ ال‍ب‍ل‍وی‌[۲۵]

### عربی
- وسیلةالنجات
- حواشی علی العروةالوثقی
- رساله الصلاة فی اللباس مشکوک
- رسالة فی احکام الخلل فی الصلاة
- رسالة فی نفی الضرر
- رسالة فی التعبدی و التوصلی
- اجوبة مسائل المستفتین
- رسالة فی مسائل الحج و مناسکه
- فهرست الحواشی علی العروة الوثقی
- رساله في البحث عن انسداد باب العلم[۲۶]
- رسالة في كرامات السيد المجدد الشيرازي (قدس‌ سره)‌[۲۷]
- ق‍اع‍ده‌ لاض‍رر دروس ‌ال‍ف‍ق‍ی‍ه ‌ال‍ع‍ظی‍م‌ ال‍م‍ی‍رزا م‍ح‍م‍دح‍س‍ی‍ن‌ ال‍ن‍ائ‍ی‍ن‍ی[۲۸]
- ق‍اع‍ده‌ علی الید[۲۹]
- منیة‌ الطالب فی شرح المکاسب: تقریرات المیرزا محمدحسین النائینی[۳۰]
- وسیله ‌النجاه: ویلیه ثلاث رسایل له قدس‌سره (المعانی ‌الحرفیه، التعبدیه و التوصلیه، الترتب)[۳۱]
- اجود التقریرات: تقریرات ابحاث آیت‌الله میرزا م‍ح‍م‍دح‍س‍ی‍ن‌ ال‍غ‍روی ‌ال‍ن‍ائ‍ی‍ن‍ی[۳۲]
- الوسيله في العبادات و المعاملات[۳۳]
- في اجتماع الامر و النهي: تقريرات بحث الاستاذ آيت‌الله النائيني (قدس‌سره)[۳۴]
- نجاة العباد[۳۵]

## مأخذشناسی نایینی
باقرزاده ارجمندی، سیداحمد | مأخذشناسی موضوعی آیت‌الله میرزا محمدحسین غروی نایینی | ـ | چ 1: قم؛ دانش حوزه؛ ۱۴۰۳ | ۴۱۸ص؛ وزیری؛ سخت | فهرست؛ اعلام.

## در ویکی‌پدیاهای دیگر
- مشارکت‌کنندگان ویکی‌پدیا. «Muhammad Hossein Naini». در دانشنامهٔ ویکی‌پدیای انگلیسی، بازبینی‌شده در ۲۰ ژوئن ۲۰۲۵.
- مشارکت‌کنندگان ویکی‌پدیا. «Mirza Muhammad Husayn Gharawi Naini». در دانشنامهٔ ویکی‌پدیای کاتالان، بازبینی‌شده در ۲۰ ژوئن ۲۰۲۵.
- مشارکت‌کنندگان ویکی‌پدیا. «محمد حسین بن عبد الرحیم النائینی». در دانشنامهٔ ویکی‌پدیای عربی، بازبینی‌شده در ۲۰ ژوئن ۲۰۲۵.